# Brattmyrtjärnen (Junsele socken, Ångermanland)
Brattmyrtjärnen är en sjö i Sollefteå kommun i Ångermanland och ingår i Ångermanälvens huvudavrinningsområde.